# Melitaea georgi
Melitaea georgi är en fjärilsart som beskrevs av Hans Fruhstorfer 1916. Melitaea georgi ingår i släktet Melitaea och familjen praktfjärilar. Inga underarter finns listade i Catalogue of Life.